# Una volpe a corte
Una volpe a corte (titolo originale francese: Le Roman de Renard; titolo inglese: The Tales of the Fox; titolo tedesco; Reinicke Fuchs) è un film d'animazione con marionette in bianco e nero, realizzato in ripresa a passo uno (più precisamente in Puppet animation), del pioniere dell'animazione Ladislas Starevich, suo primo lungometraggio.

## Trama
Nel regno degli animali Renard, la Volpe, sfrutta la sua abilità per ingannare gli altri animali. Il re Noble (il Leone) riceve sempre più denunce su di lui. Ordina che Renard la volpe sia arrestato e condotto in prigione ma Renard cercherà con l'astuzia di togliersi dai guai. La trama si basa sul Roman de Renart e il Reineke Fuchs di Goethe.

## Produzione
La lavorazione fu portata a termine nel 1930 a Parigi, e durò nel complesso 18 mesi, ma il film era ancora senza sonoro e non venne pubblicato. In seguito giunsero dei fondi dal regime nazista (il film è tratto dal racconto di Johann Goethe: La volpe Reinhart, ispirato al classico medievale Roman de Renart), e questa versione venne presentata a Berlino il 10 aprile del 1937. Venne distribuita in Francia il 10 aprile del 1941; l'edizione francese e restaurata del film, in DVD, ha la traccia audio originale.
Soltanto otto mesi precedono l'uscita di questo film d'animazione da quella del disneyano Biancaneve e i sette nani, ed è il sesto lungometraggio animato realizzato; fra quelli a base di marionette (puppet animation) è il secondo (preceduto soltanto da The New Gulliver, realizzato in Unione Sovietica anche se è stato girato in tecnica mista e non interamente in puppet animation come Una volpe a corte).
È inoltre il terzo film d'animazione ad avere il sonoro, dopo Peludópolis (1931) di Quirino Cristiani e Il nuovo Gulliver (1935), e il primo lungometraggio in stop-motion della storia.
Bisogna precisare che il film fu anche proiettato senza il sonoro, in versione muta, già nel 1930, ma è considerata come pubblicazione quella della versione sonorizzata del 1937 in Germania e quella del 1941 in Francia; quest'ultima è considerata la versione "originale" perché quella tedesca sonorizzata grazie alle sovvenzione dei nazisti è stata de-ufficializzata. Ancora adesso il fatto che il film sonoro del 1937 fu finanziato dai nazisti blocca la distribuzione in forma ufficiale negli USA.

## Distribuzione
- Universum Film (UFA) (1937) (Germania)
- Paris Cinéma Location (1941) (Francia)
- Volksbildungshaus Wiener Urania (1938) (Austria)

### Riedizione
- Les Acacias Cinéaudience - 1990 (Francia)
- Francia - 12 maggio 1985 (Festival di Cannes)
- Francia - 22 ottobre 2003 (riedizione)
- USA - 16 aprile 2010 (Wisconsin Film Festival)

## In altri paesi
Di seguito sono elencati i nomi con cui è conosciuto il film in alcuni Paesi:
- Reineke Fuchs Die Komödie der Tiere - Austria (titolo completo)
- The Story of the Fox o The Tale of the Fox - Stati Uniti d'America
- The Tale of the Fox - titolo "universale"